# Selamat Indah
Selamat Indah is een bestuurslaag in het regentschap Aceh Tenggara van de provincie Atjeh, Indonesië. Selamat Indah telt 330 inwoners (volkstelling 2010).